# The Vandals
The Vandals son un grupo de punk rock formado en 1981 por Steven Ronald "Stevo" Jensen y Jan Nils Ackermann en Huntington Beach. California. En ese mismo año, aunque posteriormente se unieron Steve Pfauter y Joe Escalante. A pesar de no haber firmado nunca por una multinacional, The Vandals han conseguido mantener una base de fieles seguidores durante cuarenta y un años como resultado de sus constantes giras y del lanzamiento de varios álbumes aclamados y a pesar de haber sufrido constantes cambios en su formación.
Actualmente en Kung Fu Records, han lanzado diez álbumes de estudio y dos discos en directo, además de haber recorrido el mundo de giras incluyendo el Vans Warped Tour. Son conocidos por su sentido del humor en sus letras, prefiriendo utilizar su música como un vehículo para la comedia y el sarcasmo más que para asuntos más serios.
La formación de la banda cambió continuamente durante sus primeros nueve años, siendo Escalante el único superviviente de su primera presentación con Peace Thru Vandalism, en 1982. The Vandals actualmente lo forman Escalante, Dave Quackenbush (vocalista), Warren Fitzgerald y Josh Freese, y se ha mantenido sin variación desde 1990, excepto un paréntesis en 2000 donde Freese fue sustituido durante un año por Brooks Wackerman. Desde el 2002, Escalante y su propio sello, Kung Fu, vienen firmando los álbumes de Vandals.

## Historia

### Formación y comienzos
The Vandals se formaron en 1980 en Huntington Beach, California. El vocalista Steven Ronald "Stevo" Jensen y el guitarrista Jan Nils Ackermann iniciaron el grupo, tocando con varios músicos antes de que tomase forma el cuarteto definitivo con el bajista Steve "Human" Pfauter y Joe Escalante, entonces en la batería. La banda rápidamente consiguió cierta reputación entre la comunidad punk de Los Ángeles y Orange County con bandas como Bad Religion, Descendents, Black Flag, TSOL, X, The Germs, Suicidal Tendencies y Social Distortion. The Vandals se distinguieron del resto de bandas de la escena punk californiana con sus temas líricos adolescentes y humorísticos más que con posturas políticas muy presentes en bandas como las anteriormente citadas o el resto de las bandas punk del momento.
En 1982 se convirtieron en la segunda banda en firmar por Epitaph Records, sello californiano recientemente creado por el guitarrista de Bad Religion Brett Gurewitz, con quien lanzaron su primer trabajo, el EP Peace Thru Vandalism. La grabación contenía varias canciones que se convertirían en las favoritas de los seguidores y que continúan formando parte del grueso de las canciones que la banda toca en sus conciertos hoy en día, incluyendo "Urban Struggle", que se convirtió en un éxito local tras ser pinchada en el programa de Rodney de la KROQ. La mayoría de los temas del disco tratan sobre sus propias experiencias de la escena punk rock local. "The Legend of Pat Brown" narra las historias de un amigo de la banda que abusa de sustancias prohibidas conocido por montar escándalos, mientras que "Pirate's Life" cuenta la experiencia de montar en la atracción de Disneyland Piratas del Caribe mientras se está bajo los efectos del LSD. El ya mencionado "Urban Struggle", que describe las constantes peleas entre los seguidores del punk rock que se congregaban en el club Cuckoo's Nest de Costa Mesa y los fanes de la música country, que se reunían en el vecino local Zubie's. "Anarchy Burger (Hold the Government)" se aproxima a la filosofía anarquista desde una perspectiva humorística.
En 1984 la banda apareció en la película punk Suburbia invitados por el director Penelope Spheeris, quien ya había dirigido el influyente rockumental The Decline of Western Civilization.

### Primer álbum
Pfauter dejó la banda en 1984 y Brent Turner ingresó en su lugar como bajista en la grabación de su primer álbum de estudio, When in Rome Do as the Vandals. En 1985, año del lanzamiento del disco mediante National Trust Records, Chalmer Lumary fue el elegido para ocupar el bajo de forma permanente. Se produjeron rencillas entre algunos miembros que se culminaron con la marcha de Stevo, siendo reemplazado por Dave Quackenbush, el actual cantante de la banda, procedente de Falling Idols. En 1987 la banda apareció en otro film de Penelope Spheeris, Dudes.
Lumary abandonó los Vandals en 1989 y Robbie Allen entró en su lugar para grabar Slippery When Ill. El álbum dejó en parte la fórmula punk rock de otros lanzamientos en detrimento de estilos más country explorando el sonido conocido como "cow punk", en el que ya habían incurrido otras bandas punk rock locales como Social Distortion. El estilo jocoso de ese momento de la banda confundió a muchos de sus seguidores y el disco permaneció en la oscuridad hasta su relanzamiento en 1999 con el título de The Vandals Play Really Bad Original Country Tunes. En el momento del lanzamiento de Slippery When Ill, la banda reclutó a un nuevo baterista, Doug MacKinnon, y Escalante se cambió al bajo, posición que ocuparía el resto de la carrera de la banda.

### Conflicto sobre propiedad
Tras el lanzamiento de Slippery When Ill, la banda sufrió varios cambios en su formación, ya que el batería MacKinnon y el guitarrista original Ackermann dejaron los Vandals. En ese momento, Brett Gurewitz de Epitaph Records renunció a los derechos de Peace Thru Vandalism pasando a Escalante, que asumió el control sobre ellos. Time Bomb Recordings relanzó Peace Thru Vandalism y When in Rome Do as the Vandals como un CD sencillo con los créditos "todas las letras y música por Joe Escalante" (el lanzamiento original presentaba en los créditos a la banda completa, y Stevo y Auckermann aseguraron que la mayoría de los temas fueron escritos antes de que Escalante llegase a la banda). Stevo, Ackermann, Lumary y el batería de TSOL, Todd Barnes, tocaron en un concierto como The Vandals, incluso cuando Escalante se hizo con el control del nombre de la banda.
Los detalles exactos en cuanto a la presentación de los derechos por el nombre de la banda y la música son aún hoy debatidos, y los informes son ofrecidos por diferentes partes. Escalante ha declarado que los miembros antiguos renunciaron al control del nombre de la banda y los derechos a cambio del permiso para tocar el concierto de reunión, pero los otros niegan esto e indicaron que Escalante tomó acciones legales contra ellos durante la actuación previniéndoles más allá del uso del nombre y la música. De todas formas, Escalante mantuvo el control legal de los derechos del nombre y catálogo de los Vandals y continuó actuando con Quackenbush con el nombre, reclutando nuevos miembros para la banda. En 2003 muchos de los miembros originales emprenderían acciones legales contra Escalante reclamando que ellos nunca habían renunciado a los derechos y que le habían ocultado los derechos y licencias.

### Ingreso de Fitzgerald y Freese
La salida de Ackermann y MacKinnon dejaron a Escalante y Quackenbush en búsqueda de un nuevo guitarrista y batería. The Vandals habían tocado anteriormente con una banda llamada Doggy Style y quedaron asombrados por las poco ortodoxas formas de su guitarrista Warren Fitzgerald, lo que encajaba perfectamente con su sentido del humor como banda y lo ficharon como guitarrista. También durante ese momento, Escalante y Quackenbush visitaron en varias ocasiones Disneyland, donde vieron a Josh Freese tocando la batería en una banda de versiones infantiles llamada Polo en el escenario de Tomorrowland. Lo convencieron para entrar en Vandals y así quedaba fijada la formación que permanecería hasta la actualidad con Quackenbush, Fitzgerald, Escalante y Freese (con sustituciones ocasionales de Freese).
En 1990, la nueva formación grabó Fear of a Punk Planet, álbum que les consagró como una de las bandas emergentes del sur de California con grupos punk rock como Pennywise, Rancid, NOFX, the Offspring y Sublime. Grabaron su primer videoclip para la canción "Pizza Tran", que recibió cierta atención en programas punk rock de televisiones locales. Al año siguiente la banda lanzó Sweatin' to the Oldies, un disco en directo que incluía canciones en su mayoría de Peace Thru Vandalism y When in Rome Do as the Vandals. Dos años después Escalante se graduó como abogado y trabajó como ejecutivo de la CBS, utilizando su salario para financiar la banda y sus contactos televisivos para llevarles a actuaciones en algunos late-night. A modo de curiosidad, durante la actuación del Día de Año Nuevo de 1993, Escalante no pudo actuar con los Vandals y su lugar fue cubierto por el actor Keanu Reeves.

### Etapa en Nitro Records
Para 1995 el punk rock ya había logrado impactar en la escena mundial con los superventas Dookie de Green Day y Smash de The Offspring. En ese momento The Vandals firman por Nitro Records, sello del líder de Offspring, Dexter Holland para el lanzamiento de su cuarto álbum de estudio Live Fast, Diarrhea. Comenzaron una gira por Estados Unidos y Europa además de telonear a No Doubt. El álbum y la banda continuaron atrayendo la atención del panorama punk rock e incluso realizaron cameos televisivos como en un episodio de la popular serie Expediente X , donde el actor Giovanni Ribisi luce camisetas de los Vandals y escucha continuamente su música.
En 1996 la banda lanza The Quickening, su quinto álbum y del que grabaron un videoclip para la canción "It's a Fact". En ese año Escalante y Fitzgerald fundan el sello discográfico Kung Fu Records, con el objetivo inicial de lanzar los discos de la banda de Riverside Assorted Jelly Beans, aunque también en ese mismo año Kung Fu lanza la banda sonora de la película Glory Daze, interpretada por Ben Affleck y que cuenta con canciones de los propios Vandals y Assorted Jellybeans. A finales de año, la banda lanzó un álbum navideño, Oi to the World!, mediante Kung Fu. A pesar de que permaneció durante años como uno de los trabajos más oscuros de la banda, la canción que daba nombre al disco ganó cierta popularidad cuando fue versionada en 1997 por la banda de Gwen Stefani No Doubt. Dicha versión fue producida por Fitzgerald y tuvo un videoclip.
Hitler Bad, Vandals Good fue lanzado en 1998 y es uno de los álbumes más populares de la banda. Continuaron de gira, incluyendo su primera participación en el Vans Warped Tour, donde más tarde serían habituales. En 2000 lanzaron su último álbum de estudio con Nitro, Look What I Almost Stepped In..., que no contó en esta ocasión con Freese en la batería por diversos compromisos musicales y fue reemplazado para la grabación de este disco y algunos conciertos por Brooks Wackerman. Los diseños de la portada y contraportada, obra de Escalante, muestran la influencia de la tauromaquia en el propio Escalante, que había comenzado años atrás a recibir cursos de toreo por su influencia hispana (su padre es mexicano). 
El motivo de la marcha de Vandals del sello de Holland fue por finalización de contrato, ya que Vandals tenían firmado dos años con Nitro Records. En el momento del lanzamiento de Look What I Almost Stepped In..., Kung Fu estaba gozando de buena fama internacional (llegaron a relanzar, por ejemplo, antiguo material de bandas exitosas como blink-182) y sintieron que podían vender más discos en Kung Fu, aunque reconocen que fueron muy bien tratados en Nitro.

### Marcha a Kung Fu Records
Pese a que en 2000 los Vandals se marcharon definitivamente a Kung Fu Records, sello de Escalante, The Vandals ya habían comercializado algunos CD antiguos mediante Kung Fu estando aun en Nitro. Fue el caso de los relanzamientos de Sweatin' to the Oldies en 1997, Slippery When Ill y The Vandals Play Really Bad Original Country Tunes en 1999 y Oi to the World! en 2000. También lanzaron un DVD en 2000 titulado Fear of a Punk Planet y Escalante fundó Kung Fu Films en ese mismo año, protagonizando, junto a los otros miembros de la banda una película, That Darn Punk.
El primer álbum de Vandals con Kung Fu fue Internet Dating Superstuds, lanzado en 2002. Antes de la promoción del disco, los miembros de la banda crearon un concurso en internet en el que los ganadores eran premiados con una cita con cada uno de los integrantes de Vandals. Esas citas fueron grabadas y utilizadas como vídeos incluidos en el CD-ROM del álbum, que usaron como temática de la portada y contraportada del disco. Volvieron a actuar en el Warped Tour y relanzaron Sweatin' to the Oldies mediante Kung Fu en formato DVD.

### Polémicas legales y políticas
En 2003 los exmiembros de Vandals Stevo, Jan Nils Ackermann, Chalmer Lumary y Steve Pfauter emprendieron acciones legales contra Escalante, en las que se le acusaba de mala gestión del antiguo catálogo de canciones de la banda y de rechazarles los derechos que se les debía. Sus acusaciones tienen su origen a raíz de los derechos de las canciones de Escalante durante los comienzos de la década de los 80 que fueron utilizadas en películas y anuncios televisiones. "Urban Struggle" fue utilizada en la película SLC Punk! y en un anuncio de Adidas, mientras la letra de "Anarchy Burger (Hold the Government)" fue utilizada en la película xXx de Vin Diesel. En cada caso las canciones fueron adjudicadas a Escalante. Un CD de relanzamiento que combinaba Peace Thru Vandalism y When in Rome Do as the Vandals que fue lanzado en 1989 por Time Bomb Recordings también fue adjudicado a Escalante siendo escrito en los créditos "todas las canciones escritas por Joe Escalante". Los antiguos miembros afirmaron que la mayoría de esas canciones habían sido escritas antes de que Escalante ingresara en la banda, que por lo tanto había
malversado la propiedad intelectual de estos y que no se les había pagado los derechos de licencia de aquellas canciones. Los pleitos se sucedieron, resultando en un resolución que no fue revelada y que permitió a Escalante continuar con las licencias del antiguo catálogo de canciones. Una licencia posterior de la canción "Urban Struggle" para la película Jackass Number Two llevaba acreditaba a toda la banda como poseedores de los derechos. Los procesos legales con respecto al asunto están, aún hoy día, en curso.
En julio de 2003 los Vandals grabaron un concierto en vivo y un DVD en el House of Blues de Anaheim, California, como parte de las series de Kung Fu The Show Must Go Off!. También en 2003 salió a la venta su décimo álbum de estudio, Hollywood Potato Chip, no exento de polémica. Esta vez surgió tras la portada del álbum, con la caligrafía del nombre de la banda idéntica a la que utiliza la revista o tabloide de entretenimiento californiano Variety. La compañía pidió la retirada de ese diseño y el rediseño de otra portada que no resultase ofensiva ya que la portada y el disco parodiaban la industria de entretenimiento hollywoodiense y consideraban una violación de la marca registrada.
The Vandals tocaron para las tropas estadounidenses de Sadr City, Bagdad, en diciembre de 2004. Con ellos viajó el batería de Pennywise Byron McMackin en lugar de Freese. Algunos seguidores de la banda y del punk rock criticaron esa decisión asegurando que con ello la banda estaba apoyando la guerra de Estados Unidos en Irak. La banda se defendió señalando que su música es deliberadamente apolítica y que cualquiera que sean las opiniones políticas de los individuos, ellos estaban entusiasmados de tocar apoyando a las tropas. Tras esto, la banda emprendió una gira por Europa en la que fueron canceladas algunas fechas a causa de las protestas de algunos grupos de personas que consideraban que las acciones de la banda representaban una postura pro-bélica.

### Actividad reciente
En 2005 fue lanzado el disco recopilatorio Shingo Japanese Remix Album, en el cual el dj japonés Shingo Asari remezcla once canciones de la discografía de la banda. En agosto de ese mismo año la banda ofreció un concierto benéfico en el mítico club neoyorquino CBGB.
En abril de 2006 Vandals volvió a Oriente Medio para apoyar nuevamente a las tropas militares estadounidenses, esta vez, las que se encontraban en Afganistán. Los miembros de la banda continuaron con sus respectivas ocupaciones: Freese como baterista profesional de estudio graba con multitud de artistas, Fitzgerald compone y produce álbumes de otras bandas y Escalante continúa llevando Kung Fu Records y Kung Fu Films. La banda participó en la edición 2007 del Warped Tour y estará en la del verano de 2008.
Hasta la fecha, no lanzaron material nuevo, el último disco con material nuevo fue lanzado en 2004, pero el grupo sigue activo y tocando en vivo.

## Miembros

### Actuales
- Warren Fitzgerald - Guitarrista (1987 - ...)
- Joe Escalante - Batería (1981 - 1985), Bajista (1985 - ...)
- Dave Quackenbush - Cantante (1985 - ...)
- Josh Freese - Batería (1989 - ...)

### Antiguos
- Steven Ronald "Stevo" Jensen - Cantante (1981 - 1984)
- Steve Pfauter - Bajista (1981 - 1983)
- Robbie Allen - Bajista (1989)
- Jan Nils Aukerman - Guitarrista (1981 - 1987)
- Greg Davis - Guitarrista (1981)
- Ron Emory - Guitarrista (1981)
- Chalmer Lumary - Bajista (1983-1984)
- Todd Barnes - Batería (1981)
- Doug Mckinnon - Batería (1981)
- Vince Mesa - Batería (1981)
- Steve Gonzales - ?? (1981)

## Discografía

### Álbumes
| Año  | Título                                                     | Discográfica                              | Formato  | Otra información |
| ---- | ---------------------------------------------------------- | ----------------------------------------- | -------- | --- |
| 1982 | Peace Thru Vandalism                                       | Epitaph Records                           | EP       | Primer grupo después de Bad Religion en Epitaph Records.                                                                      |
| 1984 | When in Rome Do as the Vandals                             | National Trust Records                    | LP       | Agotado. Relanzado en 1989 en CD acompañado de Peace Thru Vandalism.                                                          |
| 1989 | Slippery When Ill                                          | Restless Records / Sticky Fingers Records | LP / CD  | Agotado. Varias canciones aparecieron de nuevo en 1999 en The Vandals Play Really Bad Original Country Tunes.                 |
| 1989 | Peace Thru Vandalism/When in Rome Do as the Vandals        | Time Bomb Recordings                      | CD       | Relanzamiento del primer EP y el primer álbum en formato CD.                                                                  |
| 1990 | Fear of a Punk Planet                                      | Triple X Records                          | CD       | Primer lanzamiento con la formación actual. Versión original agotada. Relanzamiento en 2000 con canciones extra.              |
| 1991 | Sweatin' to the Oldies: The Vandals Live                   | Triple X Records                          | CD / VHS | Álbum y video en directo. Versión original agotada. Álbum relanzado en 1997 con canciones extra, video relanzado 2002 en DVD. |
| 1995 | Live Fast, Diarrhea                                        | Nitro Records                             | CD       | |
| 1996 | The Quickening                                             | Nitro Records                             | CD       | |
| 1996 | Oi to the World!: Christmas With the Vandals               | Kung-Fu Records                           | CD       | Versión original agotada. Relanzado en 2000 con canciones extra.                                                              |
| 1997 | Sweatin' to the Oldies: The Vandals Live - Special Edition | Kung-Fu Records                           | CD       | Relanzamiento con canciones extra.                                                                                            |
| 1998 | Hitler Bad, Vandals Good                                   | Nitro Records                             | CD       | |
| 1999 | The Vandals Play Really Bad Original Country Tunes         | Kung-Fu Records                           | CD       | Básicamente un relanzamiento de Slippery When Ill. Contiene 8 canciones de ese álbum con 2 canciones extra.                   |
| 2000 | Fear of a Punk Planet - Anniversary Edition                | Kung-Fu Records                           | CD       | Relanzamiento con canciones extra.                                                                                            |
| 2000 | Look What I Almost Stepped In...                           | Nitro Records                             | CD       | |
| 2000 | Oi to the World! relanzamiento                             | Kung-Fu Records                           | CD       | Relanzamiento con una apertura nueva.                                                                                         |
| 2002 | Internet Dating Superstuds                                 | Kung-Fu Records                           | CD       | |
| 2004 | Live at the House of Blues                                 | Kung-Fu Records                           | CD / DVD | Álbum y disco en directo grabado como parte de la serie The Show Must Go Off! series de Kung-Fu Records.                      |
| 2004 | Hollywood Potato Chip                                      | Kung-Fu Records                           | CD       | |
| 2005 | Shingo Japanese Remix Album                                | Kung-Fu Records                           | CD       | Colección de canciones de álbumes recientes remezclado por el DJ Japonés Shingo Asari.                                        |

### EP y vinilos de 7"
| Año         | Título                                      | Discográfica     | Formato  | Otra información                                                     |
| ----------- | ------------------------------------------- | ---------------- | -------- | -------------------------------------------------------------------- |
| 1982        | Peace Thru Vandalism                        | Epitaph Records  | EP       | Agotado. Relanzado en 1989 en CD con When in Rome Do as the Vandals. |
| 1996        | The Vandals / Assorted Jelly Beans split 7" | Kung-Fu Records  | 7" vinyl | Primer lanzamiento en Kung-Fu Records.                               |
| desconocido | The Vandals / Longfellow split 7"           | desconocido      | 7" vinyl | Agotado.                                                             |
| 2000        | Fat Club 7"                                 | Fat Wreck Chords | 7" vinyl | Agotado.                                                             |